# Dialekt kastylijski
Dialekt kastylijski – pierwotny dialekt romański, który dał początek średniowiecznemu językowi kastylijskiemu, z którego następnie wykształcił się współczesny standard literacki języka hiszpańskiego. 
W drugim znaczeniu jest to jeden z dialektów współczesnego języka hiszpańskiego (czyli hiszpański, jakim posługują się mieszkańcy Kastylii w odróżnieniu, np. od hiszpańskiego z Andaluzji).